# Wspólnota administracyjna Ziemetshausen
Wspólnota administracyjna Ziemetshausen – wspólnota administracyjna (niem. Verwaltungsgemeinschaft) w Niemczech, w kraju związkowym Bawaria, w rejencji Szwabia, w regionie Donau-Iller, w powiecie Günzburg. Siedziba wspólnoty znajduje się w miejscowości Ziemetshausen.
Wspólnota administracyjna zrzesza jedną gminę targową (Markt) oraz jedną gminę wiejską (Gemeinde): 
- Aichen, 1 147 mieszkańców, 17,60 km²
- Ziemetshausen, gmina targowa, 2 941 mieszkańców, 42,79 km²